# Diplazium succulentum
Diplazium succulentum är en majbräkenväxtart som först beskrevs av Charles Baron Clarke och som fick sitt nu gällande namn av Carl Frederik Albert Christensen.
Diplazium succulentum ingår i släktet Diplazium och familjen Athyriaceae. Inga underarter finns listade i Catalogue of Life.